# Réunification de la Normandie

Carte de la Haute-Normandie (en rouge) et de la Basse-Normandie (en jaune).

La réunification de la Normandie est officiellement décidée le 16 janvier 2015 à travers le vote définitif de la nouvelle carte des régions, qui s'applique le 1er janvier 2016. À cette date, la Basse-Normandie et la Haute-Normandie fusionnent en une unique région.
Le 13 février 2015, à Honfleur (Calvados), le Premier ministre Manuel Valls signe, par anticipation, « l'acte de naissance d'une nouvelle région » en paraphant les contrats de plan État-régions normandes, avec Nicolas Mayer-Rossignol, président de la région Haute-Normandie, et Laurent Beauvais, président de la région Basse-Normandie, en présence de deux ministres normands de son gouvernement, Laurent Fabius, ministre des Affaires étrangères, et Bernard Cazeneuve, ministre de l'Intérieur.
Cette réunification a longtemps été un objectif poursuivi par un courant de pensée apparu en 1956, dès la création des régions administratives. Il est devenu un sujet récurrent de la politique normande, jusqu'au redécoupage des régions de France décidé en 2014 sous la présidence de François Hollande. L'acte III de la décentralisation, série de réformes des collectivités territoriales françaises, entérine notamment la réunification des deux régions administratives, dans le cadre de la réforme territoriale de 2014.

## Histoire

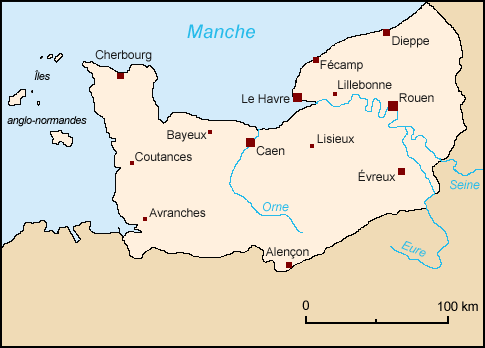
Carte de la Province de Normandie.

La Normandie est une province historique française jusqu'en 1789, quand le décret du 22 décembre transforme la Normandie en cinq départements, et ajoute une partie du Comté du Perche au département de l'Orne. 
Les notions de « Basse » et « Haute » Normandie existent déjà au XVIe siècle, sans cependant s'appuyer sur les mêmes limites : en 1913, dans son Tableau politique de la France de l’Ouest sous la Troisième République, André Siegfried analyse séparément les traditions politiques de la Haute et de la Basse-Normandie. Selon lui, la géographie physique fixe « la limite des deux régions, soit au cours de la Dives, soit plus précisément au talus par lequel le pays d'Auge se termine au-dessus de la Plaine de Caen » tandis que la vallée de la Risle divise une Haute-Normandie, « pays de culture », et une Basse-Normandie, « pays de prairies ». Il choisit ainsi, « sans donc ignorer qu['il s'] écarte ici d'une classification généralement admise », d'établir la frontière entre les deux régions à la vallée de la Risle, faisant de la Haute-Normandie, la réunion des « départements de la Seine-Inférieure et de l'Eure, c'est-à-dire le domaine premier des envahisseurs, celui qui fut livré en 911 « aux Normands de la Seine », par le traité de Saint-Clair-sur-Epte. ». 
En 1956, dans le cadre des programmes d'action régionale, la création des régions françaises sépare la Basse-Normandie, qui réunit les départements du Calvados, de la Manche et de l’Orne, et la Haute-Normandie, qui rassemble les départements de la Seine-Maritime et de l’Eure. Serge Antoine, chargé de la définition de ces circonscriptions, déclarera un demi-siècle plus tard : « Si c’était à refaire, je ne ferais qu’une seule Normandie. (…) Ma seule erreur a été de croire que je mettais en place un système évolutif. J’étais convaincu, naïvement, que l’on assisterait peu à peu à des fusions de régions. Hélas, j’attends encore. ».
Plusieurs arguments ont été avancés pour justifier l'existence de deux régions. La taille de la Normandie (29 907 km2, c’est-à-dire environ 5,4 % de la superficie de la France) a joué en sa défaveur lors du découpage de la France en régions : l’objectif était de créer des régions de taille à peu près analogue les unes aux autres centrées autour de grandes villes (Caen et Rouen, en l'occurrence). Des justifications économiques et politiques ont été également avancées : dans les années 1950, l’économie de la Haute-Normandie était essentiellement industrielle et l’électorat haut-normand très marqué à gauche, tandis que la Basse-Normandie était plutôt agricole et politiquement conservatrice. Mais, les différences politiques tendent à disparaître ; par exemple, au premier tour de l'élection présidentielle de 2007, Nicolas Sarkozy obtient 30,84 % des suffrages en Basse-Normandie et 29,38 % en Haute, alors que Ségolène Royal en reçoit 22,98 % en Basse-Normandie et 24,42 % en Haute-Normandie,.
Lors de la transformation des circonscriptions d'action régionale en établissement public régional en 1974, les deux régions sont confirmées, permettant à deux élus normands de prendre la tête des nouveaux conseils régionaux : Jean Lecanuet pour la Haute-Normandie, Michel d'Ornano pour la Basse-Normandie.

## La question de la réunification
Depuis la création de ces deux régions, la question de la réunification de la Normandie intéresse une partie de l’opinion normande et se pose à intervalles réguliers. En juin 1999, des députés normands conduits par Hervé Morin déposent une proposition de loi « tendant à la réunification de la Normandie ». Six mois plus tard, les sénateurs normands défendent le même texte. 
En janvier 2000, un sondage BVA pour Ouest-France, le groupe Méaulle et France-Antilles, montre une forte acceptation de la réunification par les Normands : 65 % des personnes interrogées sont pour, 15 % contre, 10 % ne s'intéressent pas au sujet et 10 % ne se prononcent pas. Les Hauts-normands se révèlent un peu plus favorables à la réunification : 67 % contre 62 % pour les Bas-normands . En mars 2009, un nouveau sondage Ifop pour Ouest-France, réalisé celui-là auprès des seuls Bas-normands, révèle une forte indifférence à la réunification : 58 % souhaitent le maintien de la situation actuelle, 36 % sont favorables à la fusion et 6 % à une union de la Basse-Normandie avec la Bretagne et les Pays de la Loire. 
La réunification de la Normandie ne recoupe pas le traditionnel clivage droite-gauche. On trouve des partisans aussi bien que des adversaires de la réunification dans les deux camps politiques. Le sujet n’en a pas moins été l’un des principaux thèmes de campagne des élections régionales de 2004. À la suite de celles-ci, les présidents des conseils régionaux commandent une étude aux conseils économiques et sociaux régionaux sur les « avantages et les inconvénients des limites administratives des régions Haute-Normandie et Basse-Normandie et sur les avantages et les inconvénients de coopérations renforcées », étude finalisée en décembre 2005 mais pour lequel les commanditaires ont demandé un complément d'étude d'impact. Cette étude sur les avantages et inconvénients d'une fusion régionale normande est confiée au cabinet de consultants Ineum Edater : le texte définitif étant prêt à l'automne 2007, il n'est rendu public qu'en avril 2008 après les élections municipales remportées par la gauche à Caen et à Rouen. Cette étude, que le conseil régional de Haute-Normandie a tardé à mettre à la disposition du public, constate qu'une fusion régionale normande aurait des effets largement positifs. 
Pour les partisans d'une Normandie unique, l'existence de deux régions normandes au lieu d'une seule s'inscrirait dans le cadre de la construction européenne, dans laquelle les deux régions actuelles manqueraient à l’échelle communautaire de la taille nécessaire à leur succès économique[réf. nécessaire]. Selon le sénateur socialiste Jean-Pierre Godefroy, « en supprimant les doublons, la réunification garantirait une augmentation et une rationalisation des moyens administratifs et financiers. Elle permettrait de tirer le meilleur profit des complémentarités et des solidarités normandes. ». 
Aux yeux du géographe Armand Frémont, cette unification pourrait permettre de mieux exploiter la marque « Normandie » à l'extérieur, en dépassant les divisions entre les conseils régionaux.
Différents groupes, issus d’élus ou de citoyens, militent pour une réunification de la Normandie. Parmi eux, le Mouvement normand, créé en 1969, Une seule Normandie (aujourd'hui inactif), Demain la Normandie, créée le 10 août 2000, l’Union pour la région normande, créée à Caen le 15 décembre 2003 par des élus de l’UMP, le collectif citoyen et républicain "Bienvenue en Normandie" créé en 2006, le forum actif "Normanring" et L’Étoile de Normandie créés en 2005 et le forum participatif des géographes universitaires normands "Normandie2010.org" créé en 2009. Hervé Morin, fervent partisan d'une Normandie unique lance le « serment d'Épaignes », signé le 26 novembre 2006 à Épaignes par plusieurs élus normands. Mais ces partisans de l'unification apparaissent divisés. 
Le 27 novembre 2008 à Paris, Nicolas Sarkozy, relance l'idée en déclarant : « Il y a deux Normandie, on les aime, mais en faut-il deux ? » . Les présidents socialistes des deux régions normandes apprécient peu l'initiative. Le Haut-normand Alain Le Vern, défavorable à l'idée de fusion et suggérant plutôt une coopération accrue des deux conseils régionaux, juge la déclaration présidentielle « indécente et antidémocratique ». De son côté, le Bas-normand Laurent Beauvais, favorable à une réunification, résume : « Nous ne sommes pas prêts pour une fusion, mais nous sommes volontaires pour mener une expérimentation avancée de nos coopérations ».
En réaction à la déclaration du président de la République, une « conférence des exécutifs » est réunie le 16 janvier 2009 à Caen, qui n'aboutit, selon Ouest-France, qu'à un « consensus mou ». Les représentants des conseils régionaux, des conseils généraux et des communautés (5 élus de gauche et 4 élus de droite) s'affichent pour la réunification, tout en mettant en avant de nombreuses conditions qui limitent sérieusement la portée de leur engagement. La conférence réaffirme au passage son hostilité à toute décision qui serait « imposée par la loi », sans aucune concertation. Le 29 janvier suivant, Alain Le Vern affirme son opposition à la réunification telle que proposée, demandant « un vrai référendum ». 
Le maire UMP du Havre, Antoine Rufenacht ayant annoncé, coup sur coup, un projet de « Grand Paris » tourné vers la mer (projet de l'urbaniste Antoine Grumbach) et un projet de liaison LGV Paris-Le Havre, les élus bas-normands, Philippe Duron député-maire PS de Caen et Laurent Beauvais président PS du Conseil régional, se mobilisent et remportent la « bataille du rail » en juin 2009 : un groupe de pression  havrais ne faisant pas un groupe de pression normand, il avait d'abord été envisagé une LGV Paris-Le Havre( option nord), ignorant une véritable desserte normande. Mais à la suite d'un accord entre le maire du Havre et Laurent Fabius, président PS de l'agglomération de Rouen, c'est le projet bas-normand d'une desserte complète des trois grandes villes normandes modernisée au départ de Saint-Lazare (option sud) qui est finalement retenu par le ministère de l'Équipement qui envoie en août ses lettres de cadrage du projet au président Beauvais (mais pas au président Le Vern...). 
Le débat public sur la LGV « Paris-Normandie » doit débuter en 2010 et sera présidé par le conseiller d'État Jean-Pierre Duport. 
En dépit des tentatives d'Alain Le Vern de « nationaliser » le débat en Haute-Normandie (la fusion régionale un projet « sarkozyste »), la question de la fusion régionale normande s'impose donc comme le sujet de fond des élections régionales 2010 en Normandie dans les deux régions administratives avec la nécessité de réfléchir à un projet régional normand associé à celui du « Grand Paris » pour que la relation à la mégalopole parisienne soit une relation privilégiée et non plus une relation de soumission. 
En décembre 2009, le vice-président PRG du conseil régional de Basse-Normandie, Alain Tourret, rend public un rapport qui dessine, pour la première fois dans la perspective du « Grand Paris », un projet régional normand justifiant le choix de Caen comme capitale administrative. Les élus socialistes de Haute-Normandie (à Rouen) réagissent vivement et négativement en rappelant que s'il devait y avoir fusion régionale normande, seule Rouen devait être capitale régionale. En effet, Laurent Fabius venant de prendre la tête de la CREA (Communauté d'agglomération Rouen-Elbeuf-Austreberthe) rassemblant plus de 490 000 habitants, la question du rôle que Rouen, métropole régionale, pourrait jouer dans une future région normande se pose pour la première fois depuis les années 1960. 
La polémique de la « capitale » se poursuit donc, ignorant les solutions de compromis d'un réseau métropolitain. 
En janvier 2010, alors que la campagne des régionales commence à peine avec un Alain Le Vern sur la défensive en Haute-Normandie et un Laurent Beauvais serein en Basse-Normandie,  l'affaire du « Grand Paris » est relancée par le maire du Havre, afin d'illustrer le désaccord entre socialistes bas et haut-normands sur la fusion régionale et sur le choix de la capitale puisque le maire du Havre exclut la ville de Caen de la réflexion qui aura lieu après les élections.
Les élections régionales des 6 et 13 décembre 2015 élisent le premier conseil de la région réunifiée qui entre en exercice le 1er janvier 2016.

## Quelle capitale?
Une question récurrente est le choix de la capitale de l'entité régionale unique. Historiquement, depuis le XIe siècle, deux villes ont déjà été capitales normandes : Rouen et Caen. Pierre Albertini prône une répartition des pouvoirs politiques et économiques entre les trois métropoles, même si ce schéma n'a jamais été expérimenté par une région française. En juin 2015, la droite minoritaire dans les conseils régionaux de Basse et de Haute Normandie a voté contre le choix de faire de Rouen le chef-lieu de la future Normandie, sans succès.  En juin 2015 toujours, une enquête auprès de la population normande montre que celle-ci est toujours indécise et trouve des qualités complémentaires pour Caen (notoriété internationale) et Rouen (poids politique). En juillet 2015, l'État choisit Rouen comme chef-lieu provisoire de la région Normandie. Cette ville devient le chef-lieu définitif le 28 octobre 2016. En décembre 2015, la liste d'Hervé Morin remporte les élections régionales. Lors de la campagne, il avait indiqué vouloir choisir Caen comme siège du Conseil régional de Normandie et placer au Havre certains services comme l'agence de l'attractivité, ce qu'il fait le 26 mai 2016. Ainsi la région Normandie offre cette particularité d'avoir deux capitales officiellement reconnues : une politique à Caen et une administrative à Rouen.

## Comparatif chiffré
|                 | Population          | Superficie | Densité      | Richesse produite par habitant (PIB) | Salaire net moyen | Taux de chômage |
| --------------- | ------------------- | ---------- | ------------ | ------------------------------------ | ----------------- | --------------- |
| Basse-Normandie | 1 450 000 habitants | 17 600 km² | 82 hab./km²  | 24 526 €                             | 19 532 €          | 6,6 %           |
| Haute-Normandie | 1 815 000 habitants | 12 317 km² | 147 hab./km² | 27 135 €                             | 21 271 €          | 7,8 %           |
| Normandie       | 3 265 000 habitants | 29 917 km² | 109 hab./km² | 25 976 €                             | 20 498 €          | 7,3 %           |

Chiffres 2007[réf. nécessaire]
| Population                                                               | Basse-Normandie | Haute-Normandie | Normandie |
| ------------------------------------------------------------------------ | --------------- | --------------- | --------- |
| Population en 2013                                                       | 1 478 712       | 1 849 652       | 3 328 364 |
| Densité de la population (nombre d'habitants au km²) en 2013             | 84,1            | 150,2           | 111,3     |
| Superficie (en km²)                                                      | 17 589,3        | 12 317,4        | 29 906,7  |
| Nombre total de logements en 2013                                        | 850 839         | 899 843         | 1 750 682 |
| Nombre de ménages fiscaux en 2013                                        | 630 395         | 763 812         | 1 394 207 |
| Médiane du revenu disponible par unité de consommation en 2013, en euros | 19 398,1        | 19 972,7        | 19 707,1  |
| Emploi total (salarié et non salarié) au lieu de travail en 2013         | 584 999         | 705 353         | 1 290 352 |
| Sources Insee .                                                          |                 |                 |           |